# Éanna Ní Lamhna
Éanna Ní Lamhna (1950, Condado de Louth) es una bióloga, entomóloga irlandesa, asesora ambiental, presentadora de radio y televisión, autora y educadora. Es una de las figuras públicas conocidas en Irlanda, en el área de la naturaleza y el ambiente, y fue listada como una de las "Cien Irlandesas Influyentes" en 2012. Fue presidenta de la organización benéfica nacional de carácter ambiental "An Taisce" (que tiene un papel estatutario en el proceso de planificación en Irlanda) durante cinco años en los años 2000.
Fue presidenta del Tree Council of Ireland, de 2012 a 2014; y, actualmente sirve como su Agente de Relaciones Públicas.

## Biografía
Nació y creció en Stabannon, Castlebellingham, Co. Louth.  Su padre, Peadar Ó Lamhna, era profesor en la escuela nacional local, y le enseñó a ella en las clases 5.º-7.ª.

## Carrera
Calificada en el área de biología en la UCD, incluyendo botánica y microbiología; y, realizó estudios de posgrado en ecología vegetal. Prosiguió estudios en el área de entomología, y también se interesó en los murciélagos. Además, calificó para enseñar en idioma irlandés en escuelas de nivel medio, con el diploma más alto. Posteriormente, defendió una tesis, recibiendo un Ph.D. Trabajó para la Agencia Ambiental Estatal An Foras Forbartha (hoy EPA) y jugó una función clave en estudios de cartas de distribución de especies que disturban la tierra, llevados a cabo en Irlanda por aquel cuerpo en los 1970s y los 1980s. En los mismos períodos, también sirvió por algunos años como Hon. Secretaria de la parte irlandesa de la Sociedad Botánica de las islas británicas.  En 1988, se jubiló tempranamente y empezó a trabajar como asesora, educadora, y en medios de comunicación.  Ha trabajado extensamente con escuelas primarias y medias, incluyendo en tales programas como Patrimonio en Escuelas y el Project Ringo, y fue inspectora de entrenamiento de profesores. Ha sido también profesora en el Instituto de Dublín de Tecnología, en especial en Desarrollo Sostenible.

### Medios de comunicación
Ha trabajado en el programa de radio Mooney y su predecesor Mooney Goes Wild desde 1995. También apareció en la serie de televisión Creature Feature; y, en el programa para niños The Den. Apareció varias veces en The Late Late Show y también en The Panel, Celebrity Jigs 'n' Reels y en otros programas.

### Escritura
Ha coescrito, editado o escrito un número de libros, incluyendo:
- 'Provisional Distribution Atlas of Amphibians, Reptiles and Mammals in Ireland, 2ª edición (editora) Dublin: Foras Forbatha, 1979

- Distribution Atlas of Butterflies in Ireland: European Invertebrate Survey (editor), Dublin: Foras Forbatha, 1980

- Air Quality Surveys of various parts of Ireland (coautora) Dublin: Foras Forbatha, 1983-1988

- Talking Wild: Wildlife on the Radio, Dublin: Townhouse, 2002

- Science All Around Me (3, 4, 5, 6) (coautora) Dublin: Educational Company of Ireland, 2003-2004

- Wild and Wonderful, Dublin: Townhouse, 2004

- Straight Talking Wild: More Wildlife on the Radio, Dublin: Townhouse, 2006

- Wild Dublin, Dublin: O'Brien Press, mayo de 2008

- Wildlife in Schools: A Book for Primary School Teachers, Navan: Meath Co. Council (con Laois y Monaghan Co. Councils), 2009

Y documentos que incluyen hojas de trabajo para escolares:
- Oil Pollution Monitoring (aves empetroladas) 1985-1986, Dublin: Foras Foratha, 1986

- Terenure Wildlife, a baseline study of the Terenure area (estudio de referencia del área Terenure), 1992

- Terenure Wildlife Management Plan, Terenure (Dublin): Terenure Tidy Towns Committee, 2006?

### Obra benéfica
Ha participado en acontecimientos benéficos, incluyendo charlas y guías de paseos. Fue también presidenta de Un Taisce de 2004 a 2009.

### Figura pública
Ní Lamhna es una figura ambiental conocida en Irlanda, y es la número 96 en los "Cien Influyentes" (una lista votada para la revista Ireland's Magazine a principios de 2012; y, una de las tres figuras ambientales en aquella lista (con Frank Convery y Frank McDonald). Es también miembro del Comité Consultivo estatutario de la Agencia de Protección Ambiental de Irlanda, y ha sido nominada por la Red Ambiental Irlandesa para el periodo 2010-2013.

## Vida personal
Ní Lamhna se casó con John Harding, y tienen dos hijos y una hija. Y, han vivido en, Terenure, Dublín, desde 1967. Es hablante fluida de idioma irlandés, y en ese idioma da charlas, emisiones y visitas escolares.